# 女德班
女德班是一個具爭議性的中華人民共和國的社會現象，與在2000年後興起的女德思想有密切關係。

## 背景
中國社會在秦漢時代已經存在一種男尊女卑的制度。傳統上，中國社會要求女人卑弱、服從父親、丈夫及兒子，重視貞操和小有才學。纏足、守節等鉗制婦女的習俗亦屢見不鮮。中文裡亦有不小藐視、貶低女性的的字體（嬾、婬、媮）和成語（紅顏禍水）。
到了元明清時代，中國婦女因為政權、父權、夫權和神權的因素而遭到壓逼。中國大陸女性的社會地位要到近代受共產主義影響後才開始有所提升。然而，一孩政策的頒布在與舊有社會風氣的交互影響下，也變相造成部分女性被逐出社會體制之外，不受法律管轄與保護。

## 歷史
中國大陸有團體從2000年代開始在某些城市以不同名義註冊登記成為公司或團體並開辦女德班。媒體報道指北京市、陝西省、廣東省、遼寧省撫順市、河南省鄭州市、海南省三亞市、浙江省溫州市和山東省曲阜市都曾經有團體舉辦過女德班。

## 課程
有些女德班以「親子夏令營班」或「國學夏令營」的形式進行。有些則向問題少女的家庭作出宣傳，聲稱以傳授傳統價值觀來改變問題少女。有些更向企業宣傳，聲稱它們的教導可以打做一個更加和諧的工作環境。
女德班的課程通常以男尊女卑思想教導女性，指女性不應該往上走而應該在社會的最底層，女性當女強人的話都沒有好下場，女性點外賣是懶惰、不守婦道，戴美瞳的女生不正經，並指女人應有素顏乾淨的妝容，依順丈夫。
有些女德班學員更用手擦廁所便池，跪在地上擦地，並跪在孔子像面前為自己化妝太濃豔而懺悔。某些更為激進的課程題材包括灌輸被丈夫毆打不還手，被丈夫謾罵不還口、堅決不離婚、「不學習傳統文化就得胃癌」、「腎精流失後流脊髓液，之後流腦脊液」、「不生孩子的女人連老母雞都不如」、「換男朋友爛手爛腳」、「色情泛濫造成壞疽，腳爛得要鋸掉」等知識。

## 反應

### 官方
中國大陸的地方政府政府曾以法律問題和無證教學為由而勒令停辦女德班。官控媒體亦向女德班作出批評。人民日報曾批評這類課程為「坑女班」，並指把孩子送到這種課程是「坑害孩子」。
中華人民共和國教育部在2019年4月11日公布新規定，禁止辦學團體以「國學」的名義傳授三從四德、占卜、風水、算命這些被政府認為是「封建糟粕」的題材。
2021年12月21日，中國大陸第十三屆全國人大常委會审议了《婦女權益保障法》修訂草案，对女德班等侵害女性的行为明令禁止。

### 媒體
一份在2020年由錢江晚報刊登的文章指女德班灌輸糟粕思想，是「居心不良，毁人不倦」。
亦有媒體指出女德班每次遭到媒體關注都會引致強烈批評，但結果是關了一間又新開一間，屢禁不止。

### 辦學團體
在撫順市舉辦女德班的團體曾發表聲明，指學校的形象被視頻製作者誣蔑。

### 民間
有些網民向女德班現象作出斥責，指這些課程幾近邪教，不合時宜。

### 德国
根据德国刑法第86条第一款的规定，女德班因宣扬严重的群体仇恨被德国法律禁止。